# Кармартен
Карма́ртен (англ. Carmarthen, валл. Caerfyrddin) — місто на південному заході Уельсу, адміністративний центр області Кармартеншир.
Населення міста становить 14 648 осіб (2001).

## Клімат
Місто знаходиться у зоні, котра характеризується морським кліматом. Найтепліший місяць — липень із середньою температурою 16.3 °C (61.3 °F). Найхолодніший місяць — січень, із середньою температурою 5 °С (41 °F).
| Клімат Кармартена       | Клімат Кармартена | Клімат Кармартена | Клімат Кармартена | Клімат Кармартена | Клімат Кармартена | Клімат Кармартена | Клімат Кармартена | Клімат Кармартена | Клімат Кармартена | Клімат Кармартена | Клімат Кармартена | Клімат Кармартена | Клімат Кармартена |
| Показник                | Січ.              | Лют.              | Бер.              | Квіт.             | Трав.             | Черв.             | Лип.              | Серп.             | Вер.              | Жовт.             | Лист.             | Груд.             | Рік               |
| Середній максимум, °C   | 8,3               | 8,7               | 10,6              | 13,4              | 16,6              | 19                | 20,9              | 20,7              | 17,9              | 14,6              | 11,1              | 8,7               | 14,2              |
| Середня температура, °C | 5                 | 5,2               | 6,9               | 8,8               | 11,8              | 14,3              | 16,3              | 15,9              | 13,7              | 10,8              | 7,5               | 5,3               | 10,1              |
| Середній мінімум, °C    | 1,7               | 1,7               | 3,1               | 4,2               | 6,9               | 9,6               | 11,6              | 11                | 9,5               | 6,9               | 3,9               | 1,9               | 6                 |
| Днів з дощем            | 16,7              | 13                | 13,7              | 11,7              | 9,3               | 9,6               | 10,5              | 11,8              | 12                | 15,9              | 16,9              | 15,8              | 156,9             |
| ----------------------- | ----------------- | ----------------- | ----------------- | ----------------- | ----------------- | ----------------- | ----------------- | ----------------- | ----------------- | ----------------- | ----------------- | ----------------- | ----------------- |
| Джерело: Weatherbase    |                   |                   |                   |                   |                   |                   |                   |                   |                   |                   |                   |                   |                   |